# Бернгард Вахштайн

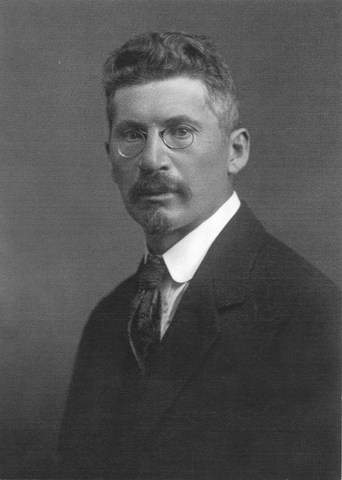
Бернгард Вахштейн

Бернгард Вахштайн (нар.. 31 січня 1868, Товсте, Галичина, Австро-Угорщина — пом.. 15 січня 1935 року, Відень, Австрія) — історик і бібліограф єврейської громади, який перебудував, розширив і модернізував бібліотеку Віденської ізраїльської громади. Він також виконав важливу бібліографічну роботу, особливо пов'язану з історією австрійських євреїв.

## Біографія
Бернгард Вахштайн народився 1868 року в селищі Товсте — теперішньому центрі Товстенської селищної територіальної громади Заліщицького району Тернопільської області.
Бернгард Вахштайн оселився у Відні після завершення своїх талмудичних, філософських, історичних та бібліографічних досліджень і працював бібліотекарем з 1903 року.
З 1919 року, після смерті доктора В. Бернхард Мюнц, керівник бібліотеки Ізраїльського культурного центру Відня. Він займався історією і генеалогією громади і вніс важливий внесок до цих наукових галузей.

## Вибрані твори
- Wiener hebräische Epitaphien, 1907 (Digitalisat) [Архівовано 9 липня 2021 у Wayback Machine.]
- Jüdische Privatbriefe aus dem Jahre 1 619, Wien und Leipzig 1911 (zusammen mit Alfred Landau)
- Die Gründung der Wiener Chewra Kadischa[de], 1911
- Katalog der Salo Cohn'schen Schenkungen, 2 Bände (Wien: I. 1911 II. 1914) (Digitalisat) [Архівовано 9 липня 2021 у Wayback Machine.]
- Die Inschriften des alten Judenfriedhofes in Wien, 2 Bände (Wien / Leipzig: I. 1912; II. 1917) (Digitalisat) [Архівовано 9 липня 2021 у Wayback Machine.]
- Hebräische Grabsteine aus dem XIII. -XV. Jahrhundert in Wien und Umgebung , Wien 1916 (Digitalisat) [Архівовано 9 липня 2021 у Wayback Machine.]
- Die Grabinschriften des alten Judenfriedhofes in Eisenstadt (in: Eisenstädter Forschungen, Bd. I., hrsg. Von Sándor Wolf, 1922) (Digitalisat) [Архівовано 9 липня 2021 у Wayback Machine.]
- Zur Bibliographie der Gedächtnis- und Trauervorträge in der hebräischen Literatur , 3 Bände, Wien 1922—1930
- Die Abstammung von Karl Marx. In: Festkrift i anledning af Professor David Simonsens 70-aarige Fodestag. Kobenhavn 1923 S. 278—289
- Die Juden in Eisenstadt, 2 Bände, 1926
- Beiträge zur Geschichte der Juden in Mähren (in: Juden und Judengemeinden Mährens, hrsg. Von Hugo Gold[de], 1929)
- Die Hebräische Publizistik in Wien. In drei Teilen , Wien 1930
- Bibliographie der Schriften Moritz Güdemanns, Wien 1931
- Literatur über die jüdische Frau. Mit einem Anhang: Literatur über die Ehe , Wien 1 931
- Diskussionsschriften über die Judenfrage. Das neue Gesicht des Antisemitismus , Wien 1933